# No Breathing
No Breathing (romanización revisada, Nobeureshing) es una película de drama y deportes surcoreana. Fue estrenada el 30 de octubre de 2013 y esta protagonizada por Lee Jong Suk, Seo In Guk y Kwon Yuri.

## Argumento
Woo Sang es un nadador nacional que está buscando siempre el primer lugar. Won Il es un prodigio de la natación, que dejó de participar en el deporte, y ahora quiere hacer su reaparición. Ellos no solo se vuelven rivales en este deporte, también se enamoran de la misma chica, Jung Eun, una aspirante a músico que es su amiga de la infancia.

## Reparto
Principales
- Lee Jong Suk como Jung Woo Sang.
  - Nam Da-reum como Woo Sang (niño).
- Seo In Guk como Jo Won Il.
- *Yoo Seung Yong como Won Il (niño).
- Kwon Yuri como Jung Eun.
  - Kim Bo Min como Jung Eun (niña).

Secundarios
- Shin Min Chul como Jung Dong.
- Kim Jae Young como Dae Chan.
- Park Chul Min como Jae Suk.
- Park Jung Chul como Entrenador Jang.
- Sunwoo Jae Duk como Padre de Woo Sang.
- Kim Young Sun como Madre de Woo Sang.
- Ah Young como Se Mi.[3]
- Jeon Bo Mi como Ha Na.
- Lee Chang Joo como Woo Hyun.
- Park Hyun Woo como Jo Min Gook.
- Jung Min Sung como Locutor.
- Park Yong Sik como Jefe de Asociación de Natación.
- Kim Jung Hak como reportera Han

## Producción
La película empezó a filmarse el 19 de mayo de 2013. Utilizaron locaciones en Corea del Sur, y en Dávao de Filipinas, donde se filmaron las escenas del campamento de entrenamiento, así como también, el póster oficial.

## Lanzamiento

### Corea del Sur
La película se estrenó el 30 de octubre de 2013. La película atrajo a 44 707 personas y se posicionó en el puesto 4 de la taquilla surcoreana. Así mismo, vendió un total de 451 669 tickets durante su tiempo en pantalla, logrando una recaudación de ₩2,991,824,739 (or US$2,781,101).

### Internacional
La película logró ingresar a cines de varios países asiáticos durante diciembre de 2013, como Sigapur (5 de diciembre), Hong Kong (12 de diciembre), Taiwán (13 de diciembre) y Vietnam (28 de diciembre). La película generó alrededor de $22 655 en su semana de estreno en Singapur, alcanzando los $38 740 durante las dos primeras semanas. En Hong Kong alcanzó los $35 728 durante su semana de estreno y llegó a los $53 729 al finalizar su temporada.

## Banda sonora
El 22 de octubre de 2013, CJ E&M Music lanzó dos sencillos para la película, ambos interpretados por Kwon Yuri: «Bling Star» y «반짝반짝» (Twinkle Twinkle).